# Roberto Carlos em Ritmo de Aventura
Roberto Carlos em Ritmo de Aventura é o sétimo álbum do cantor e compositor Roberto Carlos, de 1967.
Foi gravado entre 16 e 18 de agosto, com exceção da faixa "Eu Sou Terrível", gravada em outubro. Lançado em novembro de 1967.
A última faixa foi gravada nas sessões do disco do ano anterior e lançada em compacto simples em março de 67. Também foram gravadas nas sessões de agosto para esse disco outras duas faixas, lançadas antecipadamente em compacto simples e não incluídas no LP.

## Álbum
Ídolo na música brasileira, Roberto Carlos também estrelou filmes, inspirados em modelo lançado pelos Beatles na década de 1960. O primeiro desses foi o "longa-metragem homônimo", de 1968, dirigido por Roberto Farias. A trilha sonora do filme foi lançada naquela mesma época, com o mesmo sucesso do filme, com canções de destaque como "Eu Sou Terrível", "Como É Grande O Meu Amor Por Você" "Quando", e "Por Isso Corro Demais".
O disco teve a participação de inúmeros músicos de estúdio, incluindo naipe de metais, quarteto de cordas, flauta, gaita, além da base ter sido feita por alguns membros de Renato e seus Blue Caps e alguns músicos do RC-5 e da banda de Lafayette. O tecladista  Lafayette teve contribuição decisiva e brilhante em quase todas as faixas, substituindo eventualmente o órgão hammond por piano e cravo.
O LP foi eleito em uma lista da versão brasileira da revista Rolling Stone como o 24º melhor disco brasileiro de todos os tempos.
Nos primeiros 15 dias de lançamento, o álbum vendeu rapidamente, mais de 50 mil cópias no Brasil.

## Faixas

### Lado A
1. "Eu Sou Terrível" (Roberto Carlos - Erasmo Carlos)
2. "Como É Grande o Meu Amor por Você" (Roberto Carlos)
3. "Por Isso Corro Demais" (Roberto Carlos)
4. "Você Deixou Alguém A Esperar" (Edson Ribeiro)
5. "De Que Vale Tudo Isso" (Roberto Carlos)
6. "Folhas De Outono" (Francisco Lara - Jovenil Santos)

### Lado B
1. "Quando" (Roberto Carlos)
2. "É Tempo De Amar" (Pedro Camargo - José Ari)
3. "Você Não Serve Pra Mim" (Renato Barros)
4. "E Por Isso Estou Aqui" (Roberto Carlos)
5. "O Sósia" (Getúlio Côrtes)
6. "Só Vou Gostar De Quem Gosta De Mim" (Rossini Pinto)

### Banda
- Renato e Seus Blue Caps, RC-5, Lafayette,

- Acompanhamento de naipe de metais, quarteto de cordas, flauta, por músicos de estúdio

## Tabelas

### Tabelas anuais
| Tabela musical (1968) | Posição |
| --------------------- | ------- |
| Brasil (Nopem)        | 1       |

## Certificações e vendas
| Região                                                       | Certificação | Unidades/vendas |
| ------------------------------------------------------------ | ------------ | --------------- |
| Brasil (PMB)                                                 | 3× Diamante  | 3,000,000‡      |
| ‡vendas+valores de streaming baseados apenas na certificação |              |                 |